# 1888 en santé et médecine
| Années de la santé et de la médecine : 1885 - 1886 - 1887 - 1888 - 1889 - 1890 - 1891    |
| Décennies de la santé et de la médecine : 1850 - 1860 - 1870 - 1880 - 1890 - 1900 - 1910 |

Cet article présente les faits marquants de l'année 1888 en santé et médecine.

## Événements

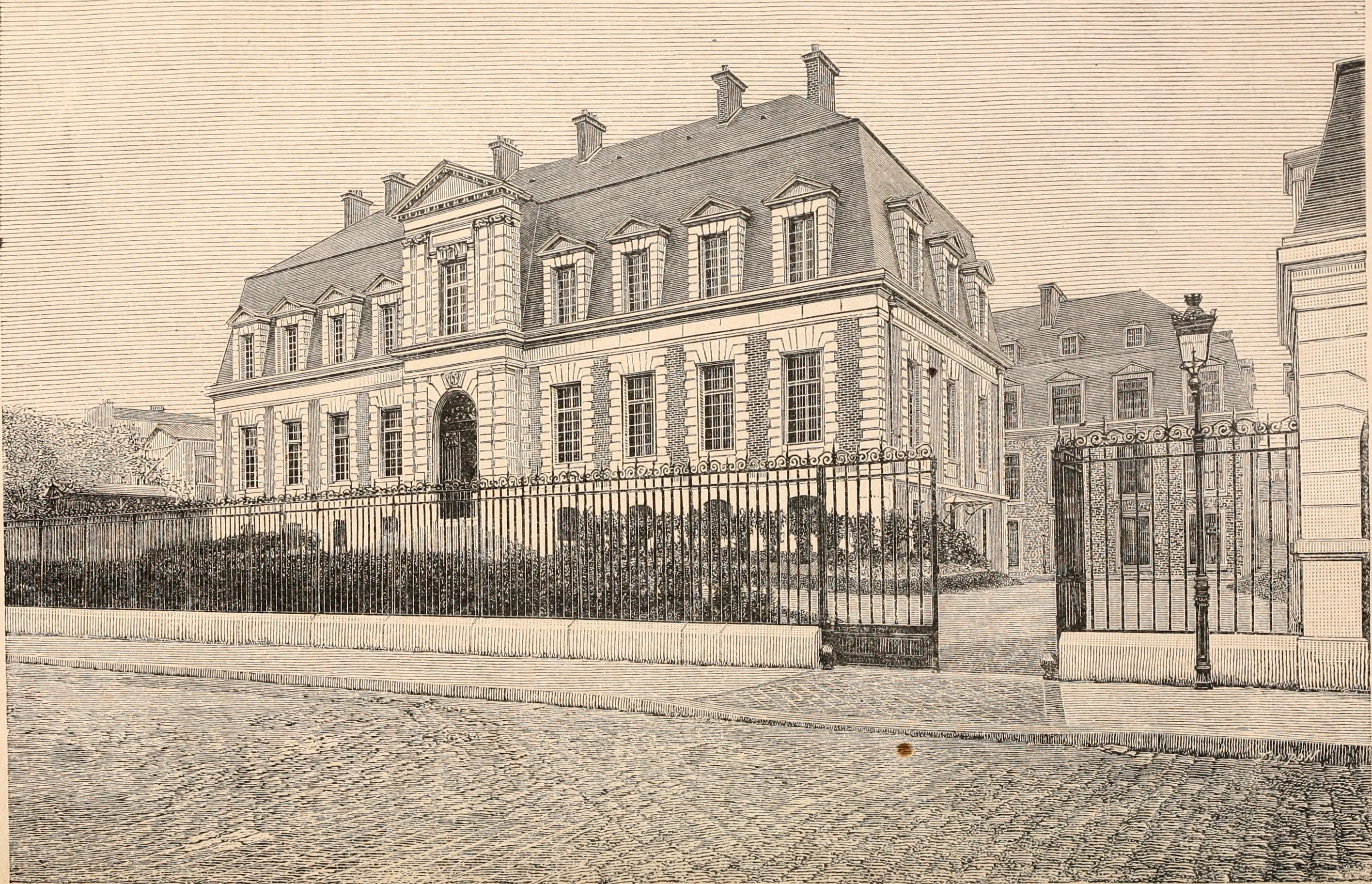
L'Institut Pasteur en 1888.

- 30 mars : loi sur l’assurance maladie en Autriche[1].
- 26 mai : Alexandre Yersin soutient sa thèse de doctorat en médecine intitulée Étude sur le développement du tubercule expérimental, sur la lésion anatomique de la tuberculose expérimentale[2].
- 15 juin : mort de l'Empereur allemand Frédéric III des suites et des complications d'un cancer du larynx[3].
- 29 juin : Frederick Treves pratique la première appendicectomie d'Angleterre.
- 1er octobre[4][réf. à confirmer] : Auguste Forel ouvre en Suisse le premier établissement de désintoxication pour alcooliques à Ellikon (Thurgovie)[5].
- 5 novembre : les médecins français Jules Héricourt et Charles Richet présentent leur découverte de la sérothérapie dans une note lue à l'Académie des sciences ; son application sur l'homme intervient deux ans plus tard[6].
- 14 novembre : inauguration de l'Institut Pasteur de Paris[7].

- Alexandre Yersin et Émile Roux découvrent à l'Institut Pasteur de Paris la toxine diphtérique sécrétée par le bacille diphtérique[8].

## Publications
- Benjamin Ball, La folie érotique, Baillière
- Georges Bécavin, L'École de Salerne et les médecins salernitains, Ballière, 127 p.
- Début de la publication des Œuvres complètes de Jean-Martin Charcot (elle finira en 1894).
- Jean-Martin Charcot et Paul Richer : Le mascaron grotesque de l'église Santa Maria Formosa, à Venise, et l'hémispasme glosso-labié hystérique[9]
- Jean-Martin Charcot, Paul Richer et Gilles de la Tourette Nouvelle iconographie de la Salpêtrière, Paris, Lecrosnier et Babé, 1888-1918[10]
- Arthur Fallot décrit la tétralogie de cardiopathies congénitales qui porte son nom[11] (« maladie bleue »).
- Xavier Galezowski et A. Kopff, Hygiène de la vue, Baillière et fils
- Coste de Lagrave, Hypnotisme états intermédiaires entre le sommeil et la veille, Baillière et fils
- Theodor Meynert, Psychiatrie : clinique des maladies du cerveau antérieur basée sur sa structure, ses fonctions et sa nutrition, Bruxelles, Manceaux — Traduction française.
- Charles Pitfield Mitchell, Dissolution and evolution and the science of medicine, an attempt to co-ordinate the necessary facts of pathology and to establish the first principles of treatment, Londres, XVI−246 p.
- Richard Quain (en), A dictionary of medicine : including general pathology, general therapeutics, hygiene, and the diseases peculiar to women and children

## Prix
- Médaille Copley : Thomas Henry Huxley (1825-1895), chirurgien naval, biologiste, paléontologue et philosophe britannique.
- Médaille linnéenne : Richard Owen (1804-1892), médecin, biologiste, spécialiste en anatomie comparée et paléontologue britannique.

## Naissances
- 21 janvier : Tullio Terni (it) (mort en 1946), médecin anatomiste italien.
- 22 juin : Selman Waksman (mort en 1973), microbiologiste américain, découvreur de la streptomycine.
- 24 novembre : Jean Nussbaum (mort en 1967), médecin franco-suisse.
- 27 décembre : Ernst Rothlin (mort en 1972), médecin, chimiste et pharmacologue suisse.

Date indéterminée
- Édouard-Jean Gilbert (it) (mort en 1954), pharmacien et mycologue français.
- Rudolph Schindler (it) (mort en 1968), médecin allemand.

## Décès
- 26 mai : Frédéric Alphonse Musculus (né en 1829), pharmacien et chimiste français.
- 13 juin : Friedrich Wilhelm Hagen (né en 1814), médecin et psychiatre bavarois[12].
- 16 août : John Stith Pemberton (né en 1831), pharmacien américain.